# Tiếng Assyria
Tiếng Tân Aram Assyria hoặc đơn giản là tiếng Assyria (ܣܘܪܝܬ0 hoặc ܣܘܪܬ Sūreṯ) còn được gọi là tiếng Syria, tiếng Syria Đông và tiếng Syria hiện đại, là một ngôn ngữ Aram trong ngữ tộc Semit của ngữ hệ Phi-Á được nói bởi người Assyria. Các phương ngữ Assyria khác nhau có nguồn gốc từ tiếng Aram cổ, lingua franca trong giai đoạn sau của Đế quốc Assyria, từ từ thay thế tiếng Akkad bắt đầu vào khoảng thế kỷ thứ 10 trước Công nguyên. Chúng đã bị ảnh hưởng nặng nề hơn bởi tiếng Syria cổ điển, phương ngữ Aram trung cổ tại Edessa, sau khi được sử dụng như một ngôn ngữ phụng vụ chính thức của các nhà thờ Syria.
Những người nói tiếng Assyria có nguồn gốc từ Thượng Mesopotamia, Azerbaijan Iran, đông nam Tiểu Á và đông bắc Levant, là một khu vực rộng lớn trải dài từ đồng bằng Urmia ở tây bắc Iran đến các vùng Erbil, Kirkuk và Duhok ở miền bắc Iraq, cùng với mạn bắc của Syria và đến miền nam Thổ Nhĩ Kỳ. Sự bất ổn trên khắp Trung Đông trong thế kỷ qua đã dẫn đến một cộng đồng người Assyria trên toàn thế giới, với hầu hết người nói hiện đang sống ở nước ngoài ở những nơi như Bắc và Nam Mỹ, Úc, Châu Âu và Nga. Những người nói tiếng Assyria và Turoyo là người dân tộc Assyria và là hậu duệ của cư dân Mesopotamia cổ đại.